# Pilar Zabala Aguirre
María Pilar Zabala Aguirre (Legazpia, Guipúzcoa, 13 de octubre de 1951) es una investigadora, escritora y profesora titular de la Universidad Autónoma de Yucatán. Doctora en Historia por la Universidad de Cantabria (España) es especialista en fiscalidad en Castilla durante el siglo XVI y en la historia colonial de Yucatán. Asimismo, está interesada en la cultura del exilio vasco generado por la Guerra Civil Española de 1936 y pertenece a la Asociación Hamaika Bide ( Asociación para el Estudio de los Exilios Vascos).

## Biografía
Nace en la localidad de Legazpi. Al poco tiempo de nacer su familia se traslada a San Sebastián, capital de Guipúzcoa, donde transcurrió su infancia y adolescencia. Posteriormente se trasladó a Santander en cuya Universidad realizó los estudios de Licenciatura en Filosofía y Letras, especialidad en Historia y Geografía (1988. En 1991, dirigido por el profesor José Ignacio Fortea, presentó su tesis doctoral Política fiscal y Administración de Alcabalas en la Corona de Castilla en el Siglo XVI, trabajo de referencia en dicha especialidad. Desde 1999 es profesora titular en la Universidad Autónoma de Yucatán (México), residiendo actualmente en Mérida). Es Investigadora Nacional Nivel I dentro del sistema universitario de México.

## Obra[3]

### Libros
- Las alcabalas y la hacienda real en Castilla: siglo XVI. Santander: Universidad de Cantabria, 2000. 349 p. ISBN 9788481022292

### Libros en colaboración
- En colaboración con Vera Tiesler y Andrea Cucina: Natives, europeans, and africans in colonial Campeche. History and Archaelogy. Florida (Estados Unidos): University Press of Florida, 2010. 255 p. ISBN 9-780813-034928

- En colaboración con Vera Tiesler: Orígenes de la sociedad campechana. Vida y muerte en la ciudad de Campeche durante los siglos XVI y XVII. Mérida: Ediciones de la Universidad Autónoma de Yucatán, 2012.

- En colaboración con Pedro Miranda Ojeda, Genny M. Negroe y Guadalupe del C. Camara: Élites, familia y honor en el Yucatán Colonial. Secretaría Cultura y Artes del Gobierno del Estado de Yucatán - Universidad Autónoma de Yucatán, 2015. ISBN 978-607-9405-56-4 287 p.

### Artículos en libros
- "Fiscalidad y sociedad en la cornisa cantábrica durante el reinado de Felipe II" en Antonio Mantecón Movellán (coord.) De peñas al mar: sociedad e instituciones en la Cantabria moderna. Santander: 1999. ISBN 84-86993-31-8 p. 27-45.

- "La palabra de Aurora Arnaiz" en José Ramón Zabala Aguirre (coord.) Non zeuden emakumeak? La mujer vasca en el exilio de 1936. San Sebastián: Saturrarán, 2007. ISBN 978-84-934455-2-2 p. 495-518.

- "El pensamiento y la práctica pedagógica en Aurora Arnaiz Amigo" en José Ángel Ascunce, Mónica Jato y María Luisa San Miguel: Exilio y Universidad (1936-1955), tomo II. San Sebastián: Saturrarán, ISBN 978-84-934455-4-6 p. 1245-1258.

- "Isotopic Studies of Human Skeletal Remains from a Sixteenth to Seventeenth Century AD Churchyard in Campeche, Mexico" en AAVV: Current anthropology: A world journal of the sciences of man 4: 396-433. ISSN 0011-3204, 2012

- "La presencia africana en Yucatán. Siglos XVI y XVII" en [Vera Tiesler]] y Pilar Zabala: Orígenes de la sociedad campechana. Vida y muerte en la ciudad de Campeche durante los siglos XVI y XVII. Mérida: Ediciones de la Universidad Autónoma de Yucatán, 2012 p.195-224.

### Artículos en publicaciones diversas
- "Esclavitud, asimilación y mestizaje de negros urbanos durante la Colonia" en Arqueología mexicana, monográfico dedicado a "Las raíces africanas en México” ISSN 0188-8218, Vol. 21, N.º. 119 (ene-feb), 2013 p. 36-39.

- “Fuentes para el análisis de las prácticas funerarias en el Nuevo Mundo, siglos XVI-XVIII". Temas antropológicos: Revista científica de investigaciones regionales 22 (2): 190-207, ISSN 1405-843X 2000,

- "Fuentes para el estudio de los sacrificios humanos en la época colonial". Temas antropológicos: Revista científica de investigaciones regionales 31 (1): 5-21 ISSN 1405-843X 2009.